# Lina (historieta)
Lina o Anna (Line o Les Aventures de Line) es una serie de historietas creada por Nicolas Goujon y Françoise Bertier en 1954 para el semanario homónimo (Line, le journal des chic filles o Line) y continuada luego por otros autores en dicha revista y en Tintín, que narra las aventuras de una joven.

## Trayectoria editorial
El semanario Line, le journal des chics filles fue una revista publicada por Le Lombard y Dargaud entre 1955 y 1963, contrapartida femenina de Tintín. La revista ya había presentado al personaje, pero su editor quería que protagonizase también una serie de historietas.
Nicolas Goujon, como guionista y Françoise Bertier, al dibujo, se encargaron de crearla.
Fue retomada en 1958 por Charles Nague (guion) y André Gaudelette alias André Joy (dibujo), que la convierten en un personaje más joven y rubio, sin lograr por ello más éxito. 
En total, Greg y Cuvelier realizaron las siguientes historietas de la serie, todas traducidas al español, a partir de su primera publicación en la revista "Flecha Roja" de Editorial Maga:
| Título                   | Publicación original                    | Publicación en español                                       |
| ------------------------ | --------------------------------------- | ------------------------------------------------------------ |
| La Maison du mystère     | Line, le journal des chics filles, 1963 | Anna y la casa misteriosa ("Gaceta Junior" 1-10, 1968)       |
| Le Piège au diable       | "Le Journal de Tintin" 798-812, 1964    | Operación Rescate ("Gaceta Junior" 12-17, 1969)              |
| Le secret du boucanier   | Le Journal de Tintin 828-842, 1964      | El secreto del bucanero ("Gaceta Junior" 26-35, 1969)        |
| Les requins de Korador   | Le Journal de Tintin 871-884, 1965      | Tiburones en Korador ("Tintín/Gaceta Junior" 55-, 1969-1970) |
| La caravane de la colère | Le Journal de Tintin 1197-1215, 1971    | La caravana de la cólera ("Lily", 1975)                      |